# Kyōgi karuta
Kyōgi karuta (Nhật: 競技かるた (Ganh kỹ karuta)) là một trò chơi bài lá của Nhật Bản, sử dụng bộ uta-garuta để chơi karuta, theo thể thức và luật đấu của Hiệp hội Karuta Nhật Bản.

## Tổng quan

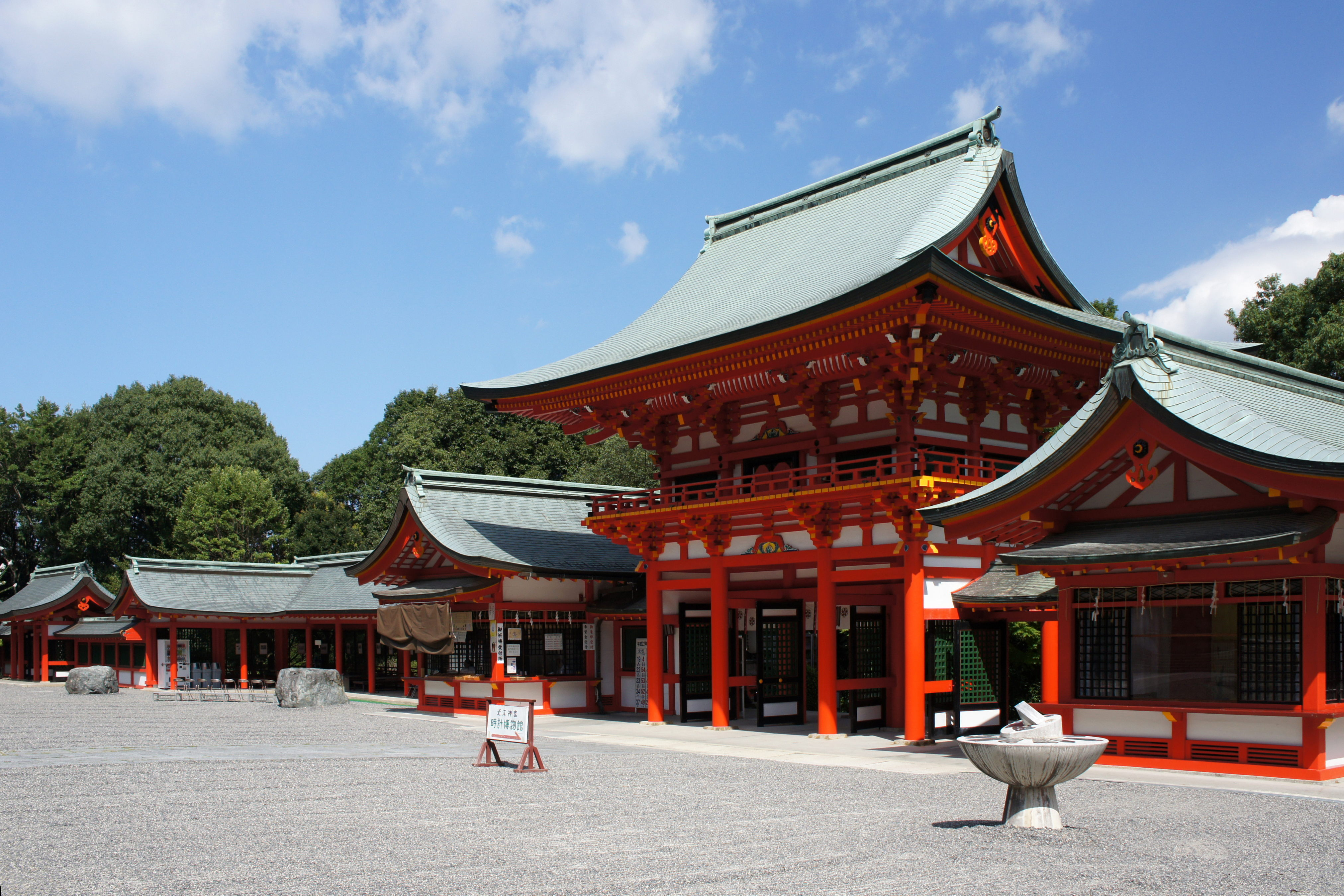
Bên ngoài đền Omi Jingu, nơi tổ chức giải thi đấu toàn quốc vào tháng 1 hàng năm

Kyōgi karuta ra đời vào khoảng đầu thế kỷ 19 trước kì Minh Trị Duy tân, nhưng luật thi đấu thay đổi theo từng vùng miền. Đầu thế kỷ 20, luật thi đấu đã được thống nhất bởi Hiệp hội Karuta Tokyo vừa mới thành lập, và Kyōgi karuta đầu tiên được tổ chức vào năm 1904. Từ đó, quy định dần dần được điều chỉnh cho phù hợp hơn.
Ý tưởng đầu tiên thành lập một hiệp hội quốc gia được thực hiện vào năm 1934, và đó là nền tảng để Hiệp hội Karuta Nhật Bản ra đời vào năm 1957. Hiệp hội đã tổ chức giải đấu cho nam từ năm 1955, và nữ từ năm 1957.
Ngày nay, Kyōgi karuta được số lượng lớn người dân ở Nhật Bản chơi. Mặc dù luật chơi đơn giản, nhưng thi đấu ở đẳng cấp cao yêu cầu những kĩ năng như tốc độ và trí nhớ. Vì vậy, nó là công nhận là một môn thể thao ở Nhật Bản.
Mặc dù karuta rất phổ biến ở Nhật Bản, nhưng có rất ít người chơi Kyōgi karuta.  Ước tính hiện nay có 10.000 đến 20.000 người chơi Kyōgi karuta ở Nhật Bản, 2.000 người xếp hạng Cấp C (hoặc gọi 1 đẳng) và có tên trong Hiệp hội Karuta Nhật Bản.
Còn một số các hiệp hội khác cho người chơi karuta, bao gồm cả các "Nippon Karuta-in Honin", tập trung vào khía cạnh văn hóa của karuta.
Giải thi đấu toàn quốc Nhật Bản của Kyōgi karuta được tổ chức vào tháng 1 hàng năm tại đền thờ thần đạo Omi Jingu ở Ōtsu, tỉnh Shiga. Danh hiệu Meijin đã được trao thưởng cho người chiến thắng hạng mục nam vào năm 1955, và danh hiệu Queen đã trao thưởng cho người vô địch hạng mục nữ vào năm 1957. Cả hai người chiến thắng được biết đến như Nhà đại vô địch. Giành được chức Nhà đại vô địch lần thứ 7 được gọi là Bậc thầy bất diệt. Giải đấu toàn quốc cho học sinh cao trung được tổ chức hàng năm vào tháng 7.
Gần đây, trò chơi đã bắt đầu cho phép người chơi quốc tế được quyền tham gia. Vào tháng 9 năm 2012, giải đấu quốc tế đầu tiên được tổ chức, với sự tham gia từ Hoa Kỳ, Trung Quốc, Hàn Quốc, New Zealand và Thái Lan.

## Lá bài Karuta

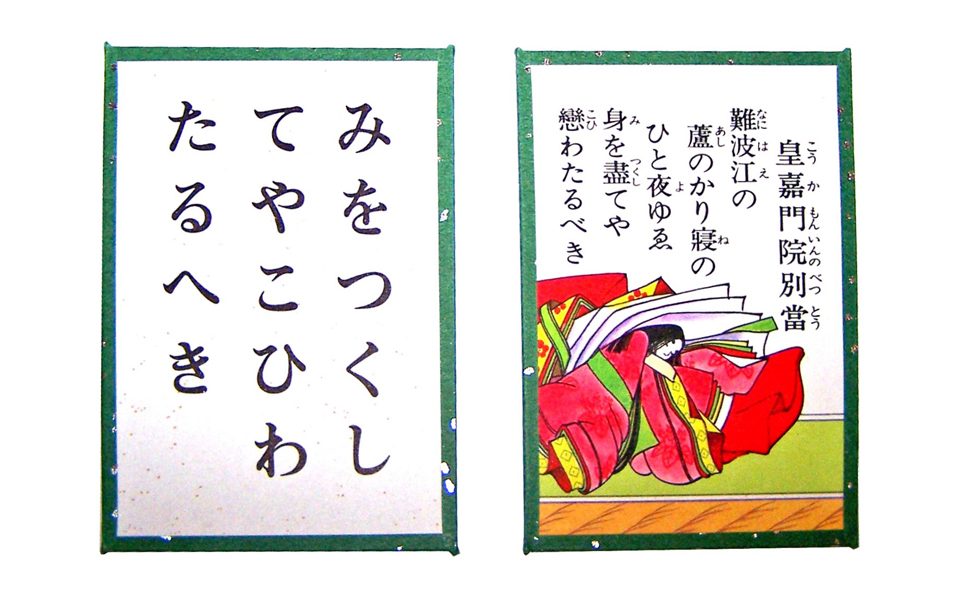
Một ví dụ về một cặp lá bài Uta garuta hiện đại, bên trái là lá torifuda và bên phải là lá yomifuda.

100 bài thơ tanka được in trên lá yomifuda và torifuda. Có 2 bộ bài trong một trò chơi karuta. Bao gồm:
- Yomifuda (lá để đọc): bao gồm 100 lá, bao gồm một hình ảnh của một nhà thơ và đầy đủ bài thơ tanka của họ (5-7-5-7-7 âm tiết).
- Torifuda (lá để chơi): bao gồm 100 lá, với phần cuối của bài thơ tanka (kết thúc là những dòng 7-7 âm tiết).[2]

## Luật chơi

### Luật chơi
Kyōgi karuta là trò chơi thể một-đối-một, do người ngâm thơ và trọng tài chủ trì. Tất cả trận đấu chính thức sử dụng thẻ được làm bởi Oishi Tengudo.
Mỗi người sẽ chọn ngẫu nhiên 25 lá từ 50 lá torifuda được lựa chọn ngẫu nhiên từ tổng cộng 100 lá (được gọi là lá Mochi-fuda (持ち札 (trì trát))), và đặt lá bài thành 3 hàng trong lãnh thổ của mình. Lãnh thổ của mỗi người chơi đặt trước mặt mình, 87 cm rộng và cách lãnh thổ của đối thủ 3 cm.  Người chơi có 15 phút để ghi nhớ tất cả các lá bài, và có 2 phút cuối để luyện tập tấn công lấy lá bài.
Trò chơi bắt đầu khi người ngâm thơ một bài thơ mở đầu không thuộc 100 bài thơ. Bài thơ mở đầu cho phép người chơi làm quen với giọng và nhịp đọc của người ngâm thơ. Sau đó, người ngâm thơ đọc một trong 100 lá yomifuda. 50 trong 100 lá yomifuda tương ứng với 50 lá torifuda có trên chiếu, 50 lá còn lại cũng được đọc nhưng không có trên chiếu, gọi là karafuda ( lá bài ma).
Người chơi đầu tiên chạm vào lá torifuda tương ưng sẽ lấy được lá bài. Khi người chơi lấy được lá bài từ lãnh thổ của đối phương, người chơi có thể chuyển một trong số lá bài của mình cho đối thủ. Nếu cả hai người chơi chạm vào lá bài đúng cùng một lúc, thì lá bài đang nằm trên lãnh thổ của người nào thì lá bài ấy sẽ thuộc về người đó.
Nếu trận đấu kéo đến lấy-lá-may-mắn (khi còn một lá bài trên mỗi lãnh thổ), cách hiệu quả nhất là bảo vệ lấy lá bài thuộc lãnh thổ của mình.
Người chơi nào hết lá bài trên lãnh thổ của mình trước sẽ giành lấy phần thắng.

### Otetsuki (Chạm lỗi)

#### Lỗi đơn
- Chạm sai vào lá bài trong cùng lãnh thổ với lá bài đúng sẽ không tính lỗi.[6] Vì thế, người chơi có thể quét những lá nằm xung quanh lá bài đúng.
- Chạm sai vào lá bài nằm sai lãnh thổ sẽ tính lỗi. Đối thủ có thể chuyển một lá bài từ lãnh thổ của họ sang lãnh thổ của người chạm sai.
- Khi người chơi chạm vào bất kỳ lá bài nào mà lá bài được đọc là lá bài ma cũng sẽ tính một lỗi.
- Nếu người chơi không sử dụng tay thuận từ đầu, mà sử dụng tay còn lại để lấy thẻ thì đối phương sẽ được điểm (không tính là lỗi đơn, gọi là "lỗi cản trở"). Trong cả trận đấu, người chơi chỉ được sử dụng một tay để lấy thẻ.[4]

#### Lỗi đôi
- Nếu người chơi chạm sai lá bài nằm trong lãnh thổ của đối thủ trong khi đối phương chạm đúng lá bài nằm bên lãnh thổ người chạm sai, đó gọi là lỗi đôi và bị tính 2 lần lỗi.
- Khi người chơi chạm vào bất kỳ thẻ nằm ở cả hai vùng lãnh thổ khi lá bài ma được đọc, họ cũng phải chịu tính 2 lần lỗi.

Thứ tự của các lá bài trong lãnh thổ của người chơi có thể sắp xếp tùy ý bất cứ lúc nào trong trò chơi. Tuy nhiên, sắp xếp quá nhiều lần thể hiện tinh thần không thượng võ của người chơi.

## Đặc điểm của trò chơi
Một người chơi karuta giỏi thuộc lòng tất cả 100 bài thơ tanka và cách bố trí của các lá bài khi bắt đầu trận đấu. Cách bố trí lá bài thay đổi xuyên suốt trận đấu.
Có 7 bài thơ có duy nhất một âm tiết đầu tiên (Fu, Ho, Tôi Mu, Sa Se, Su) và 86 bài thơ có 3 âm tiết đầu tiên. Có 3 lá bắt đầu bằng âm tiết Chi đó là "Chihayafuru", "Chigirikina" và "Chigiriokishi", do đó, người chơi phải có phản xạ ngay sau khi nghe thấy phần bắt đầu mang tính quyết định của bài thơ, được gọi là kimariji. Vì thế, người chơi cần có đầu óc suy nghĩ, thời gian phản xạ, và tốc độ thể chất. Một trận đấu karuta kéo dài khoảng 90 phút, bao gồm 15 phút đầu trận đấu chuẩn bị. Trong giải đấu toàn quốc, người chiến thắng thường chơi 5 đến 7 trận đấu.
Sức chịu đựng tinh thần và thể chất được đo lường trong giải đấu. Kết quả cho rằng, xuyên suốt giải đấu, người chơi có thể mất đến 2 kg.

## Các hình thức thi đấu chính thức

### Giải cá nhân
Giải cá nhân được chia ra thi đấu theo thứ hạng, (Dan=đẳng). Các thứ hạng được chia như sau:
Cấp A; 4 đẳng trở lên
Cấp B; 2 hoặc 3 đẳng
Cấp C; 1 đẳng
Cấp D; trung cấp
Cấp E; sơ cấp
Để tham gia giải đấu cho cấp cao hơn, người chơi phải đạt được Đẳng tương ứng bằng cách đạt được kết quả đủ tiêu chuẩn ở cấp thấp hơn được quy định bởi Hiệp hội, và người chơi phải đăng ký là thành viên chính thức của hiệp hội nếu họ muốn tham gia bất kỳ giải đấu cao hơn cấp C.
Có khoảng 50 giải đấu chính thức hàng năm được tính cho các cấp tính Đẳng.
Giải đấu địa phương có thể thay thế hệ thống xếp hạng hoặc hình thức của giải đấu theo tùy trường hợp. Cũng có giải đấu xếp hạng theo độ tuổi hoặc lớp học ở trường. Giải đấu chính thức cho phép tham gia tự do, không phân biệt độ tuổi, giới tính, nhưng một số giải đấu giới hạn độ tuổi, giới tính, và cấp của người chơi.

### Giải đồng đội
Thể thức thi đấu giải đồng đội khác với giải cá nhân, và cũng tùy thuộc vào giải đấu. Ví dụ, một giải đấu đội thông thường sẽ có từ 5 đến 8 người trong một đội, và mỗi đội sẽ tự quyết định cặp đấu cho từng trận. Đội có tổng điểm cao hơn sẽ là đội chiến thắng.

## Truyền thông
Giải đấu chính thức thường được giới thiệu bằng phương tiện truyền thông và một số phim truyền hình, anime và manga xung quanh Kyōgi karuta.
- Manga

Chihayafuru – bởi Yuki Suetsugu
Karuta (manga) – bởi Kenjirō Takeshita
Manten Irohakomachi – bởi Marko Kosaka
- Anime

Chihayafuru – bởi Yuki Suetsugu
Conan movie 21 – bởi Gosho Aoyama
- Phim truyền hình

Karuta Queen – NHK General TV
- Live-action

Chihayafuru – bởi Yuki Suetsugu

## Bên ngoài đường dẫn
- Hiệp hội Karuta Nhật Bản
- Clip youtube giải thích luật thi đấu
- Hyakunin isshu - karuta trên memrise.com
- Tổ chức Oishi Tengudo